# Saona
La Saona o Sona (in francese Saône, pron. /son/, in arpitano Sona) è un importante fiume dell'est della Francia, principale affluente di destra del Rodano.

## Geografia
La sua sorgente si trova a quote modeste (402 m sul livello del mare) presso Vioménil nel dipartimento dei Vosgi. Il fiume si arricchisce progressivamente di vari apporti scorrendo sinuoso fino a ricevere il suo principale affluente, il fiume Doubs.
Da questa confluenza diventa navigabile sino alla foce (presso Lione) nel Rodano dopo un corso lungo 480 km.

Il fiume, pur con un regime quasi esclusivamente pluviale (esclusa la porzione di bacino drenata dall'affluente Doubs), beneficia però nel suo alto corso della regolarità delle precipitazioni tipiche del clima oceanico, fornendo così un notevole apporto medio d'acqua al fiume Rodano (473 m3/s), al punto da costituirne da Lione in poi quasi la metà della sua portata ordinaria.

## Etimologia
Il suo nome deriva dal nome della dea celtica Souconna, mentre il nome latino era Arar.

## Dipartimenti e principali città attraversate
La Saona attraversa nel suo corso 205 comuni, distribuiti su sei dipartimenti, appartenenti a quattro regioni, i più importanti dei quali sono:
Vosgi
Darney, Monthureux-sur-Saône, Châtillon-sur-Saône
Alta Saona
Jonvelle, Corre, Jussey, Port-sur-Saône, Scey-sur-Saône-et-Saint-Albin, Gray
Côte-d'Or
Auxonne, Saint-Jean-de-Losne, Seurre
Saona e Loira
Chalon-sur-Saône, Tournus, Mâcon
Rodano
Villefranche-sur-Saône, Caluire-et-Cuire, Lione
Ain
Thoissey, Jassans-Riottier, Trévoux.

## Affluenti
I principali affluenti sono:
- l'Azergues
- l'Ognon
- la Tille
- l'Ouche
- il Doubs
- la Brevenne
- la Reyssouze
- la Seille

## Immagini della Saona

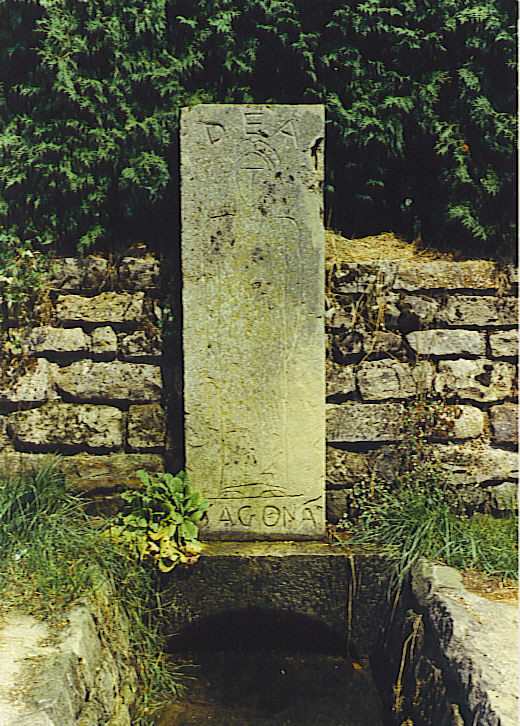
La sorgente della Saona a Vioménil.
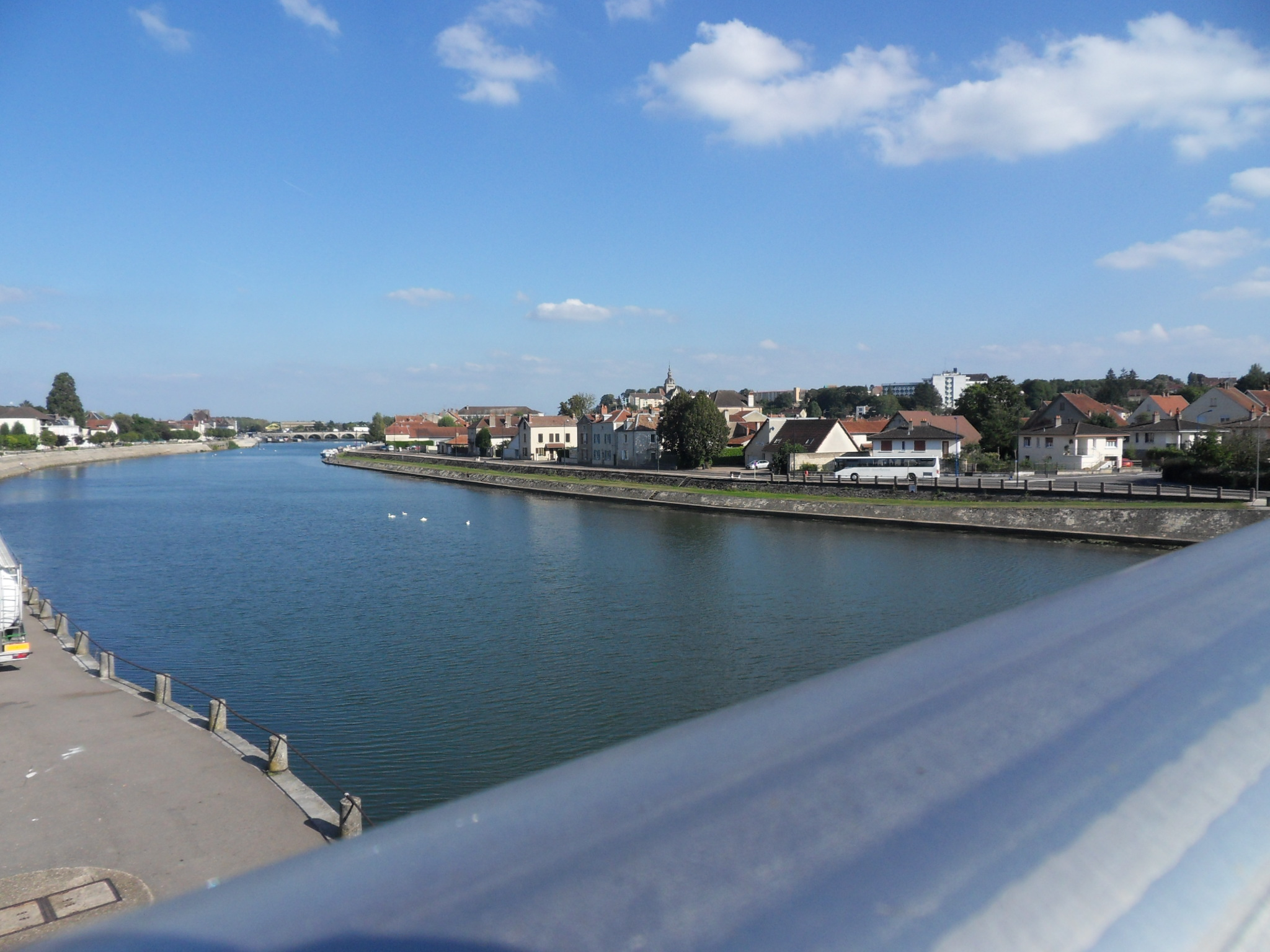
La Saona dal pont neuf a Gray.
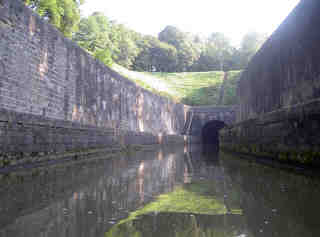
Tunnel di Saint Albin a Scey-sur-Saône e Saint-Albin.
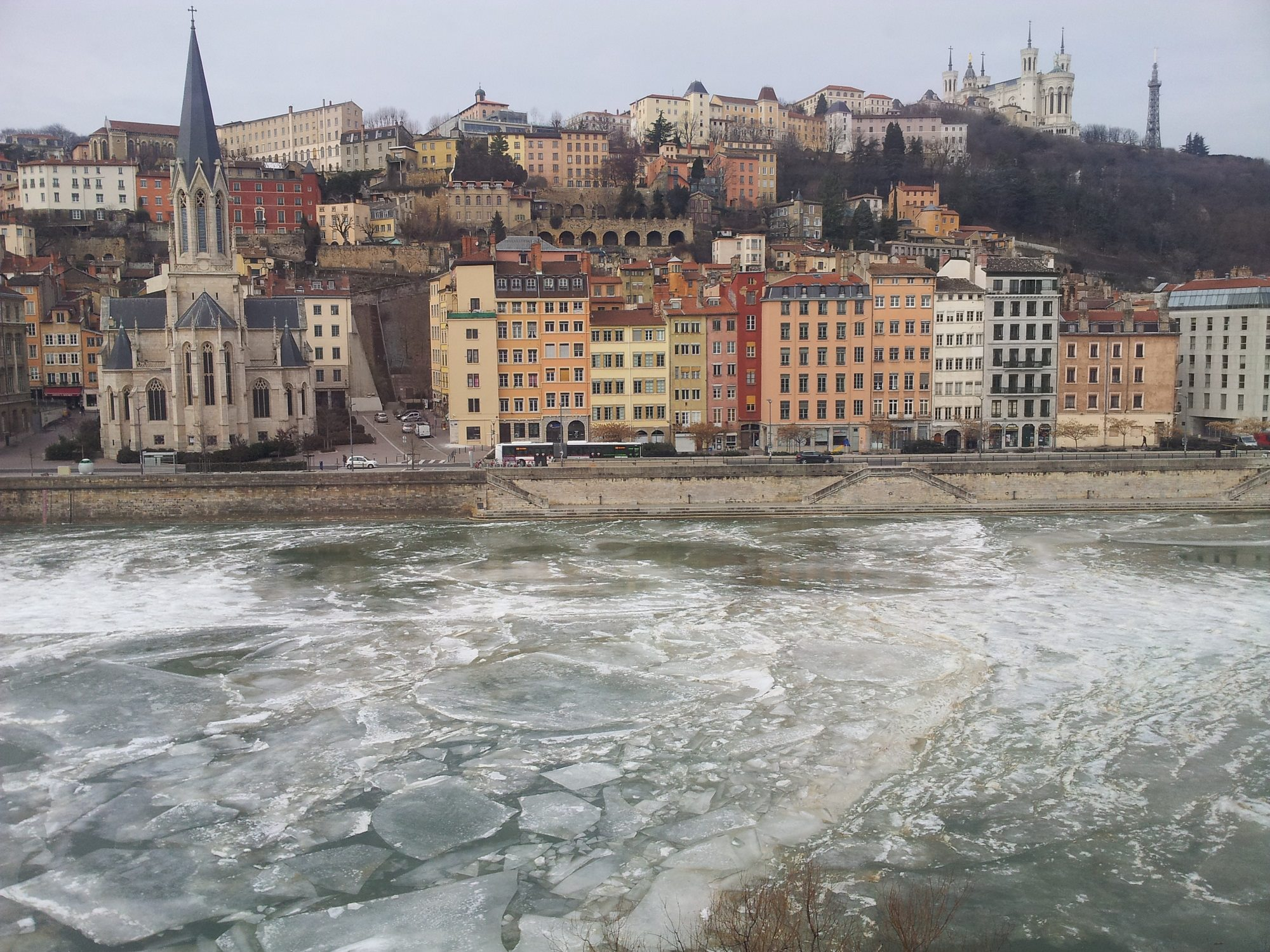
La Saona gelata all'altezza del lungofiume Tilsit a Lione nel 2012.